# Eiconaxius singularis
Eiconaxius singularis is een tienpotigensoort uit de familie van de Axiidae. De wetenschappelijke naam van de soort is voor het eerst geldig gepubliceerd in 1981 door Zarenkov.